# داده سازی
داده سازی (انگلیسی : Datafication) یک گرایش و روند تکنولوژیکی است که بسیاری از بخش ها و جنبه های زندگی ما را به داده تبدیل میکند که بعد ها به اطلاعاتی که به شکل جدیدی از مقدار (داده) میرسد , منتقل میشود. کنت کوکیر و ویکتور مایر شونبرگر در سال 2013 برای اصطلاح داده سازی فرهنگ لغت وسیع تری معرفی کردند. تا ان زمان، داده‌سازی با تجزیه و تحلیل هایی که از نوع و شکل زندگی ما (که از طریق داده‌ها) گرفته شده بود ، همراه بود، اما نه در مقیاس کنونی. این تغییر در درجه اول پیش بینی میشود که به دلیل تأثیر کلان داده ها (Big Data) و فرصت های محاسباتی ارائه شده در تجزیه و تحلیل ها باشد .
داده‌سازی که دنباله‌ای از یک و صفری که رایانه‌ها می‌توانند بخوانند را میگیرد و آن را به اطلاعات دیجیتال تبدیل می‌کند, با دیجیتالی‌سازی که محتوای آنالوگ (کتاب، فیلم، عکس) را می‌گیرد و آن را به اطلاعات دیجیتال تبدیل می‌کند، یکسان نیست. داده‌سازی یک فعالیت بسیار گسترده‌تر است: گرفتن تمامی جنبه‌های زندگی و تبدیل آنها به داده و... هنگامی که چیزی را داده‌سازی کردیم، می‌توانیم ذات آنها را تغییر دهیم و اطلاعات را به اشکال جدیدی از مقدار (ارزش یا داده) تبدیل کنیم
یک جنبه ی باورشناسی (ایدئولوژیکی) از داده سازی وجود دارد که داده گرایی نامیده میشود : "هدف از داده سازی این است که داده‌ها توانایی بهتری ( گاهی اوقات حتی بهتر و به‌طور عینی‌تر ) از تفسیرهایی که پیش از عصر دیجیتال ( دوره ی انسانی ) میشد در نمایش زندگی اجتماعی دارند ."

## مثال ها
از جمله مثال های استفاده از داده سازی در شبکه های اجتماعی میتوان به استفاده از ان در توییتر که چگونه افکار ما را (هنگام جستجوی واژه ای) نشان میدهد یا استفاده از ان در لینکدین چگونه منابع انسانی را داده سازی و دسته بندی میکند, اشاره کرد.
نمونه‌های دیگر متنوعی وجود دارند که شامل جنبه‌هایی از محیط ساخته شده و طراحی می‌شوند. این طراحی‌ها می‌توانند از طریق مهندسی یا ابزارهای دیگر انجام شوند. این ابزارها داده‌ها را به نتایج فیزیکی (مثل فرم‌ها، عملکردها یا نتایج دیگر) مرتبط می‌کنند. یک مثال مشخص، جمع‌آوری و پردازش داده‌ها برای بهینه‌سازی کنترل (برای مثال بهینه‌سازی شکل و ساختار) است.

## تاثیر ها و کاربرد ها